# سفين باكهاوس
سفين باكهاوس (بالألمانية: Sven Backhaus)‏ هو لاعب كرة قدم ألماني في مركز الدفاع، ولد في 1 يونيو 1968 في دوسلدورف في ألمانيا. لعب مع أدميرا فاكر مودلينغ وإنيرجي كوتبوس وروت فايس أوبرهاوزن وفاتنشايد 09 وفورتونا دوسلدورف ونادي سلاغور ونادي فوبرتال الرياضي.

## وصلات خارجية
- سفين باكهاوس على موقع قاعدة بيانات كرة القدم.إي يو (الإنجليزية)
- سفين باكهاوس على موقع بيانات كرة القدم. دي إي (الألمانية)
- سفين باكهاوس على موقع عالم كرة القدم.نت (الإنجليزية)